# Rui Évora Alves
Rui Évora Alves (ur. 11 sierpnia 1970 w Nampuli) – mozambicki piłkarz grający na pozycji bramkarza.

## Kariera klubowa
W swojej karierze piłkarskiej Évora grał w klubie CD Costa do Sol. Grał w nim w latach 1987-2001. Wywalczył z nim sześć mistrzostw kraju w sezonach 1991, 1992, 1993, 1994, 1999/2000 i 2000/2001. Zdobył też siedem Pucharów Mozambiku w sezonach 1988, 1992, 1993, 1995, 1997, 1998/1999 i 1999/2000.

## Kariera reprezentacyjna
W reprezentacji Mozambiku Évora zadebiutował 14 kwietnia 1989 roku w zremisowanym 1:1 i wygranym 5:3 po serii rzutów karnych towarzyskim meczu z Angolą. W 1996 roku został powołany do kadry na Puchar Narodów Afryki 1996. Rozegrał na nim trzy mecze: z Tunezją (1:1), z Wybrzeżem Kości Słoniowej (0:1) i z Ghaną (0:2).
W 1998 roku Évora był w kadrze Mozambiku na Puchar Narodów Afryki 1998. Rozegrał na nim jeden mecz, z Egiptem (0:2). W kadrze narodowej grał do 1998 roku. Rozegrał w kadrze narodowej 48 meczów.